# Прусија I
Прусија I од Битиније (грч. Προυσίας Α' ὁ Χωλός) је био краљ Битиније у периоду од 228.--182. п. н. е.

## Биографија
Био је син краља Зијеле, кога је наследио на престолу Битиније. У савезу са Рођанима 220. п. н. е. ушао је у рат против Византа, јер су његови управитељи почели да наплаћују пролаз бродовима кроз Босфор. Прусија I је стао на страну Родоса, а подршку Византу дали су Атал I и Ахеј, који је контролисао највећи део Мале Азије. У овом рату освојио је све већи део територије Бизанта у Малој Азији. У исто време Трачани су напали и освајали територије Византа са европске стране. Рођани су успели да наговоре Птолемеја IV Филопатора да пусти Ахејевога оца из заробљеништва, па је Ахеј ту услугу морао да плати одрицањем од подршке Византу. Након тога је склопљен мировни споразум: Визант се одрекао наплате пролаза бродова, а заузврат су им враћене територије заузете у рату са Родосом и Битинијом.
Током 217. п. н. е. Прусија I је послао помоћ Родосу пострадалом у катастрофалном потресу. Атал I је унајмио велику војску Гала у Европи за рат са Ахејем, а они су по окончању службе почели да пљачкају градове на Хелеспонту. Прусија I је 216. п. н. е. са војском од 4.000 војника напао Гале и протерао их из целе Троаде.
207. п. н. е. Филип V Македонски је наговорио свога зета Прусију I да нападне Аталов Пергам. Прусија је напао територију Пергама и вратио Атала у Малу Азију. Због те подршке Филип V је приликом окончања Првога македонскога рата 205. п. н. е. у мировном споразуму са Римљанима споменуо и зета Прусију. Након тога ступају у савез и заједно су нападали град Киј у Битинији, опљачкали га, становништво продали у робље, а испражњен град Филип је препустио Прусији.
У периоду од 187/186–183. п. н. е. ратовао је са Еуменом II, краљем Пергама. 183. п. н. е. је пружио уточиште већ остарелом Ханибалу, римском непријатељу, међутим када је Тит Квинкције Фламинин по одлуци Сената тражио од Прусије да преда Ханибала он је попустио и одлучио је да га преда. Када су га његови људи околили, Ханибал се сам убио.
| Зијела од Битиније | Краљеви Битиније 182. п. н. е. - 149. п. н. е. | Прусија II |